# Salomon Isaac
Salomon Isaac, Salomon Isaac zu Pless (ur. ok. 1730, zm. po 1794) – żydowski kupiec, agent handlowy, przedsiębiorca górniczy działający w Brabancji i na Górnym Śląsku, od 1779 wyższy urzędnik nowo powstałego pruskiego urzędu górniczego w Tarnowskich Górach, jeden z twórców podwalin śląskiego górnictwa i hutnictwa.

## Życiorys
Prawdopodobnie pochodził z rodziny Izaak-Tietzow, która z Awinionu poprzez Holandię przywędrowała do Niemiec. Salomon Isaac podawany jest w różnych źródłach jako Isaac z Brabantu (bo najprawdopodobniej właśnie z Brabancji pochodziła jego rodzina i tam urodził się on sam), Isaac zu Pless (pol.: Isaac pszczyński) – bowiem stamtąd pochodzą pierwsze szersze informacje o jego pobycie na ziemiach śląskich – w 1765 roku uzyskał, jako Żyd, zgodę na osiedlenie się w Pszczynie lub Izaac bytomski (co wiąże się z jego osiedleniem się w tym mieście pod koniec życia).
W latach 50. XVIII w. działał na pograniczu Belgii i Niderlandów, zarządzając tam kopalnią. W latach 1761–1765 był w Wieliczce agentem handlowym pośredniczącym w handlu solą. W 1765 r. dzięki interwencji króla Prus Fryderyka II Wielkiego (od 1678 r. w mieście obowiązywał zakaz osiedlania się Żydów), kupił dom i osiedlił się w Pszczynie. Dysponując królewskim General-, Schutz- und Handels-Privilegium (pol.: Generalnym Przywilejem Ochrony i Handlu) zajął się handlem miejscowym suknem, eksportując je do Małopolski i dalej na wschód i południe, aż do Turcji.
W 1779 r. działał na ziemi bytomskiej. W tym roku rozpoczął współpracę z Friedrichem Antonem von Heynitzem w zakresie odnowienia wydobycia rud ołowiu i srebra w rejonie Tarnowskich Gór (Strzybnica) i Piekar Śląskich. W tym samym roku pruski minister do spraw Śląska, Karl Georg von Hoym, powołał go na stanowisko przysięgłego górniczego (niem. Berggeschworener) w obejmującej cały Górny Śląsk deputacji górniczej (później urzędu górniczego) z Tarnowskich Gór, powierzając mu nadzór nad kopalniami ołowiu, srebra i żelaza. W latach 80. XVIII wieku odkrył złoża węgla kamiennego koło Niewiadomia, Czernicy i Czerwionki, za co otrzymał od barona Heinitza wynagrodzenie w wysokości 100 talarów.
Isaac współpracował z hrabią Fryderykiem Redenem. W marcu 1789 r. został mianowany przez Redena na górmistrza, ze stałą pensją, i został skierowany do pracy w Gliwicach, a w listopadzie tego roku otrzymał specjalny nadzór nad kopalniami węgla kamiennego. W 1790 roku zlokalizował płytko zalegające pokłady węgla kamiennego pomiędzy osadami Zaborze i Pawłów oraz wsiami Zabrze a Łagiewnikami, co zaowocowało powstaniem w 1791 kopalń Königin Luise oraz Prinz Karl von Hessen. Następnie w ciągu niespełna dwóch lat na terenie pomiędzy Bytomiem a Pszczyną i Czerwionką oraz między Gliwicami a późniejszą Królewską Hutą (wtedy Königshütte) odkrył szereg płytko zalegających pokładów węgla kamiennego, które dały początek górnictwu węgla kamiennego na Górnym Śląsku. Po 1791 r. Salomon Isaac, już jako właściciel kilku kopalń i hut osiadł w Bytomiu. Później nie mamy już o nim żadnych pewnych informacji. Istnieje przypuszczenie, że w latach 1792–1794 (lub 1795) pełnił przez jakiś czas najwyższą funkcję w pruskiej państwowej hierarchii górniczej na Śląsku – starosty górniczego.
Jest jedną z ważniejszych, lecz wciąż słabo znaną postacią związaną z historią górnośląskiego górnictwa i hutnictwa. Jego działalność wywarła znaczący wpływ na uprzemysłowienie Pszczyny, okolic Rybnika, Piekar Śląskich, Tarnowskich Gór, na narodziny Królewskiej Huty, czyli dzisiejszego Chorzowa, rozwój górnictwa i hutnictwa Świętochłowic, Bytomia, Rudy Śląskiej oraz Zabrza, zwłaszcza zaś takich zakładów jak: kopalnia Friedrich (później ZGH Orzeł Biały), Hoym (obecnie Rydułtowy-Anna), Königin Luise (obecnie Skansen Górniczy Królowa Luiza), Książę Karol Heski (później Król) i związanej z nią Königshütte (później Huta Piłsudskiego, a potem Huta Kościuszko), a także Friedenshütte (później Huta Pokój).